# 中和镇 (重庆市)
中和镇，是中华人民共和国重庆市开州区下辖的一个乡镇级行政单位。

## 行政区划
中和镇下辖以下地区：
中和场社区、三合场社区、石河社区、鹤林村、天星村、黄鹰村、白果村、护国村、新义村、升平村、当阳村、中峰村、牌楼村、子坪村、白水村、凤顶村、袁坪村和永农村。